# 波兰宗教
波蘭宗教（2021年）

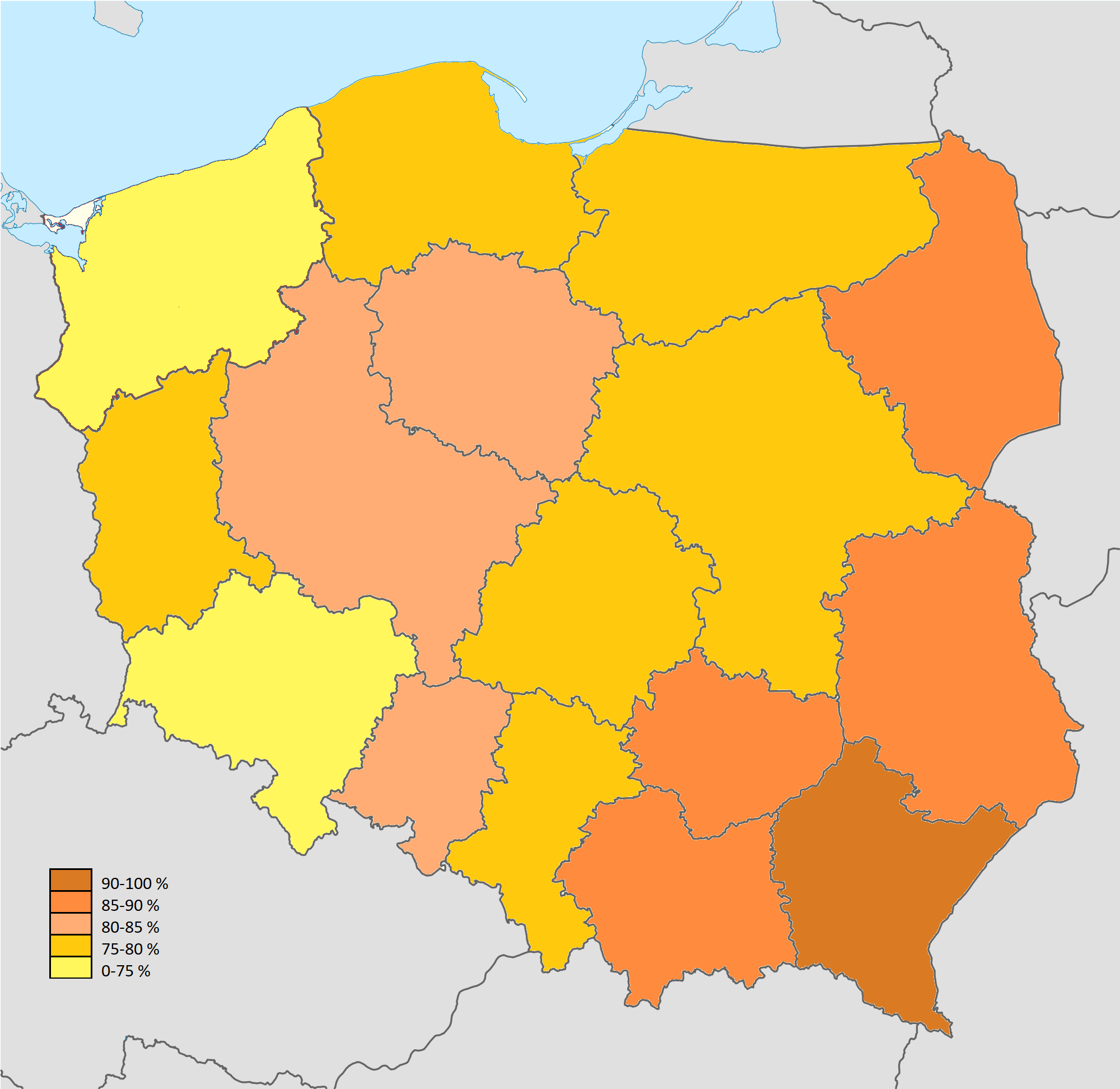
波蘭宗教信仰程度百分比

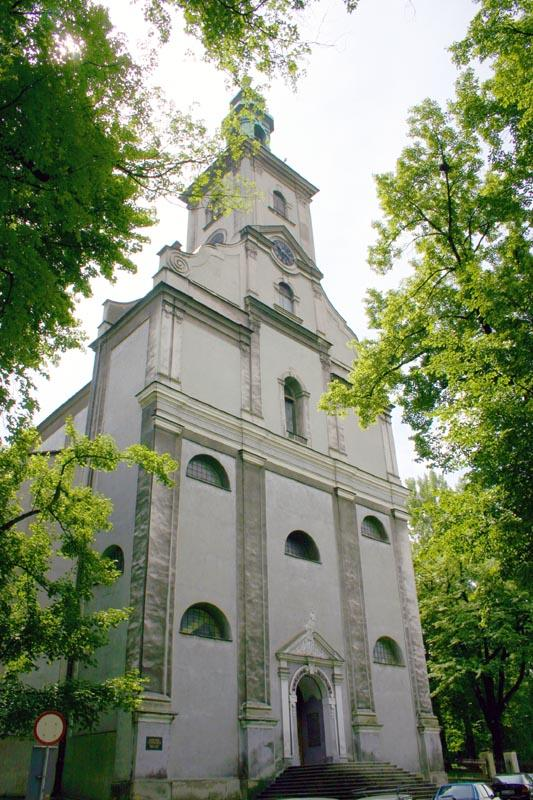
切申的路德宗耶稣教堂

波蘭是歐洲信仰虔誠的國家之一 ，儘管波蘭有著不同的宗教社群，但大多數波蘭人大都信奉基督教。在基督教中最大的群體是天主教會，以拉丁禮教會為主：在2021年有71.3%的人口波蘭人表示自己屬於該教派（由中央統計局 (GUS) 進行的人口普查），根據天主教會統計研究所的數據，2015年有36.7%的波蘭天主教信徒會參加主日彌撒。史學家Neal Pease 將波蘭描述為「聖座最忠實的女兒」。
天主教會在許多波蘭人的生活中仍然很重要，天主教會在波蘭享有社會聲望和政治影響 ，被視為波蘭文化遺產的寶庫。波蘭聲稱天主教教友的人數在歐洲第三多，僅次於馬爾他和聖馬利諾（人數多於義大利、西班牙和愛爾蘭，這些國家都以天主教為主要信仰宗派）。
天主教教友在波蘭有如此高的比例主要是由於納粹德國對在侵略波蘭時對猶太人進行屠殺和二戰期間波蘭少數宗教群體的傷亡， 以及在二戰結束後波蘭對德意志裔的驅逐，這些被驅逐者大都不是天主教教友。
除了拉丁禮天主教會外，波蘭的其他基督信仰還包括東儀天主教會 、東正教（波蘭正教會） 、新教（其中最大教派為波蘭奧格斯堡福音派教會） 和耶和華見證人 。
不到0.1%的波蘭人口信奉的其他宗教，包括伊斯蘭教、猶太教、印度教和佛教。
根據波蘭統計局在2015 年的統計數據，94.2% 的波蘭人口有宗教信仰；3.1% 無宗教信仰。信奉最多的宗教教派是拉丁禮天主教會，信徒佔92.8%，其次為東正教，信徒佔0.7%（信徒比例從2011年的0.4%上升，部分原因是從鄰國烏克蘭的移民），耶和華見證人信徒佔 0.3%，東儀天主教會信徒佔 0.1%。根據同一項調查，61.1% 的波蘭人認為宗教信仰非常重要，而 13.8% 的人口認為宗教比較不重要或不重要。波蘭東部有宗教信仰比例比較高。

## 歷史
幾個世紀以來，居住在現代波蘭地區的古代西斯拉夫萊基特人一直信奉各種斯拉夫異教。 從建國之初，不同的宗教在波蘭共存。隨著西元966年波蘭逐漸被基督信仰影響，古老的斯拉夫異教在幾個世紀後波蘭基督教化逐漸被根除。然而，這並沒有結束波蘭的異教信仰，在11 世紀上半葉引發波蘭異教徒叛亂，導致農民對地主封建制度不滿影響波蘭國家穩定。   到了13世紀天主教已經成為波蘭全國的主要宗教教派。
15世紀，胡斯戰爭和來自教宗的壓力，導致天主教信徒與胡斯派新教信徒緊張宗教局勢。新教在波蘭獲得了大量信仰者，儘管天主教會在該地區內保持著主導地位，但華沙聯盟協約確保宗教寬容。但反宗教改革到17世紀末18世紀初又縮小了寬容程度。
18世紀後期，波蘭被鄰國瓜分，生活在普魯士和俄羅斯帝國境內的波蘭人受到了一些宗教歧視。
二戰前，約有3,500,000名波蘭猶太人（約佔波蘭全國人口的 10%）居住在波蘭第二共和國，主要分佈在城市地區。從德蘇入侵波蘭到二戰結束期間，波蘭 90% 以上的猶太人喪生。 納粹對波蘭猶太人的大屠殺，奪走了超過三百萬波蘭猶太人的生命。很少有人倖存下來或逃到被蘇聯併吞的波蘭領土。和歐洲其他國家一樣，波蘭政府在兩次世界大戰期間默認反猶太主義。
根據益普索莫里公司2011 年的一項調查，85%的波蘭人為基督徒；8% 無宗教信仰、無神論者或不可知論者；2% 信奉未在調查中的其他宗教；5% 的人沒有回答這個問題。

## 波蘭憲法和宗教
波蘭憲法保障所有波蘭公民的宗教自由；還賦予少數社群團體建立教育和文化機構有關的權利，
波蘭的宗教團體可以在內政和行政部門註冊登記。

## 已註冊登記宗教團體
在波蘭註冊了大約有 125 個宗教團體。波蘭統計局在2018年提供數據。
| 宗教教派                                                          | 信徒成員人數          | 領導者 |
| ----------------------------------------------------------------- | --------------------- | --- |
| 天主教會包括： 拉丁禮教會 烏克蘭希臘禮天主教會 亞美尼亞禮天主教會 | 32,910,865 55,000 670 | Wojciech Polak, 主教長 Stanisław Gądecki,主教 Salvatore Pennacchio, 波蘭聖座大使 Jan Martyniak, 拜占庭禮教會總主教 |
| 波蘭正教會                                                        | 507,196               | 華沙大都會主教Sawa                                                                                                 |
| 耶和華見證人                                                      | 116,935               | Warszawska 14, Nadarzyn Pl-05830                                                                                   |
| 波蘭奧格斯堡福音派教會                                            | 61,217                | 主教神父 Jerzy Samiec                                                                                              |
| 五旬節教會                                                        | 25,152                | 主教 Marek Kamiński                                                                                                |
| 波蘭瑪麗亞維特教會 (2017資料數據)                                 | 22,849                | 總主教神父 Marek Maria Karol Babi                                                                                  |
| 波蘭舊天主教會（舊天主教會）                                      | 18,259                | 主教 Wiktor Wysoczański                                                                                            |
| 基督復臨安息日會                                                  | 9,726                 | 主要牧師 Ryszard Jankowski                                                                                         |
| 波蘭基督教會                                                      | 6,326                 | 主教 Andrzej W. Bajeński                                                                                           |
| 新使徒教會                                                        | 6,118                 | 主教 Waldemar Starosta                                                                                             |
| 浸信會 · 波蘭聯合浸信會                                           | 5,343                 | 領導牧師：Dr. Mateusz Wichary                                                                                      |
| Church of God in Christ                                           | 4,611                 | 主教 Andrzej Nędzusiak                                                                                             |
| 福音派衛理公會 (2017資料數據)                                     | 4,465                 | 總牧師 Andrzej Malicki                                                                                             |
| 波蘭福音歸正教會                                                  | 3,335                 | Witold Brodziński                                                                                                  |
| 瑪麗亞維特天主教會                                                | 1,838                 | 主教 Damiana Maria Beatrycze Szulgowicz                                                                            |
| 耶穌基督後期聖徒教會                                              | 1,729                 | 總會會長: Russell M. Nelson 華沙傳道部主席： Mateusz Turek                                                         |
| 波蘭伊斯蘭教聯盟                                                  | 523                   | 最高教長 Stefan Korycki                                                                                            |
| 波蘭猶太教社區聯盟                                                | 1,860                 | · 首席拉比 Michael Schudrich                                                                                       |

## 圖輯

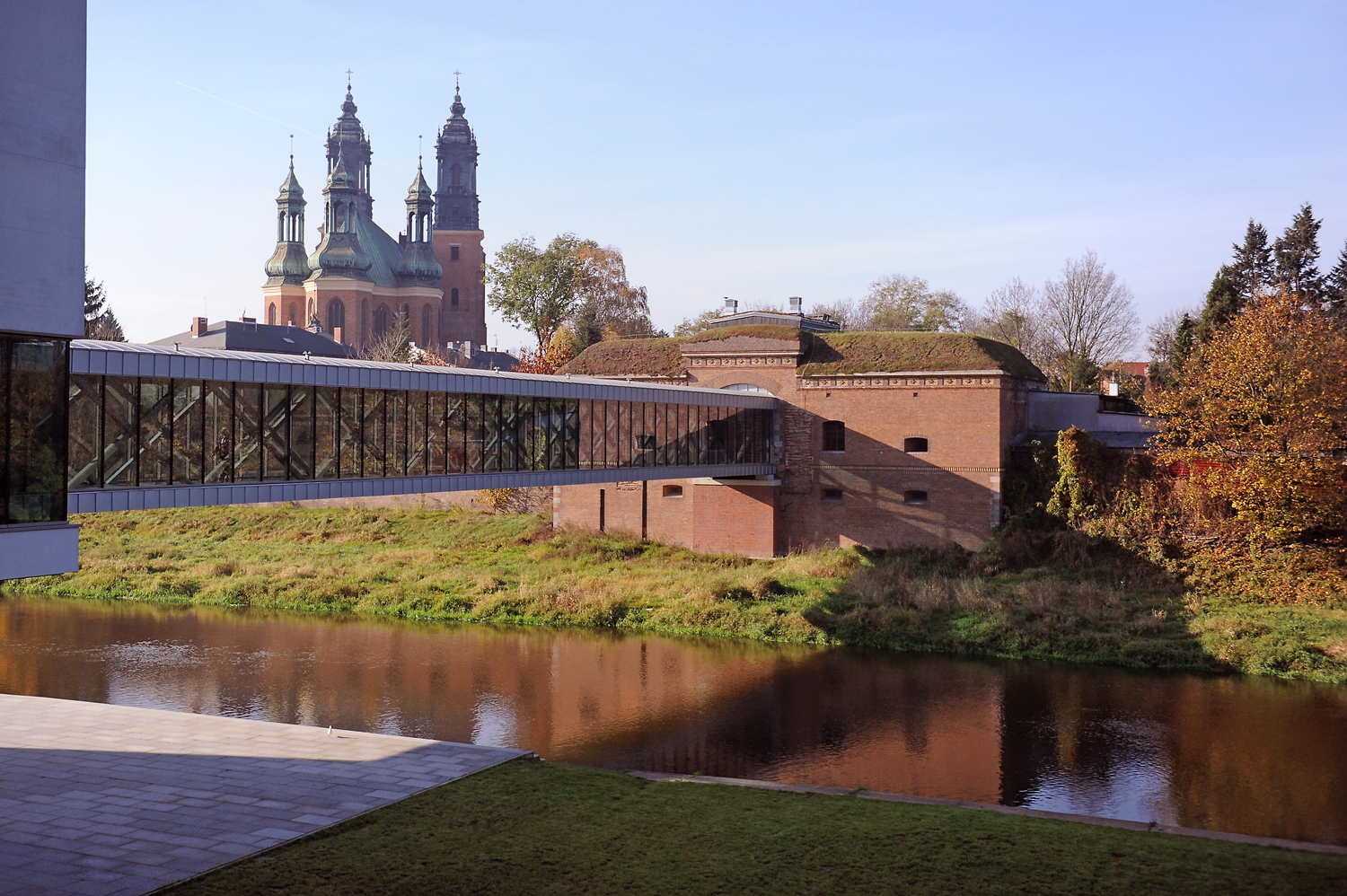
波茲南聖伯多祿聖保祿聖殿總主教座堂
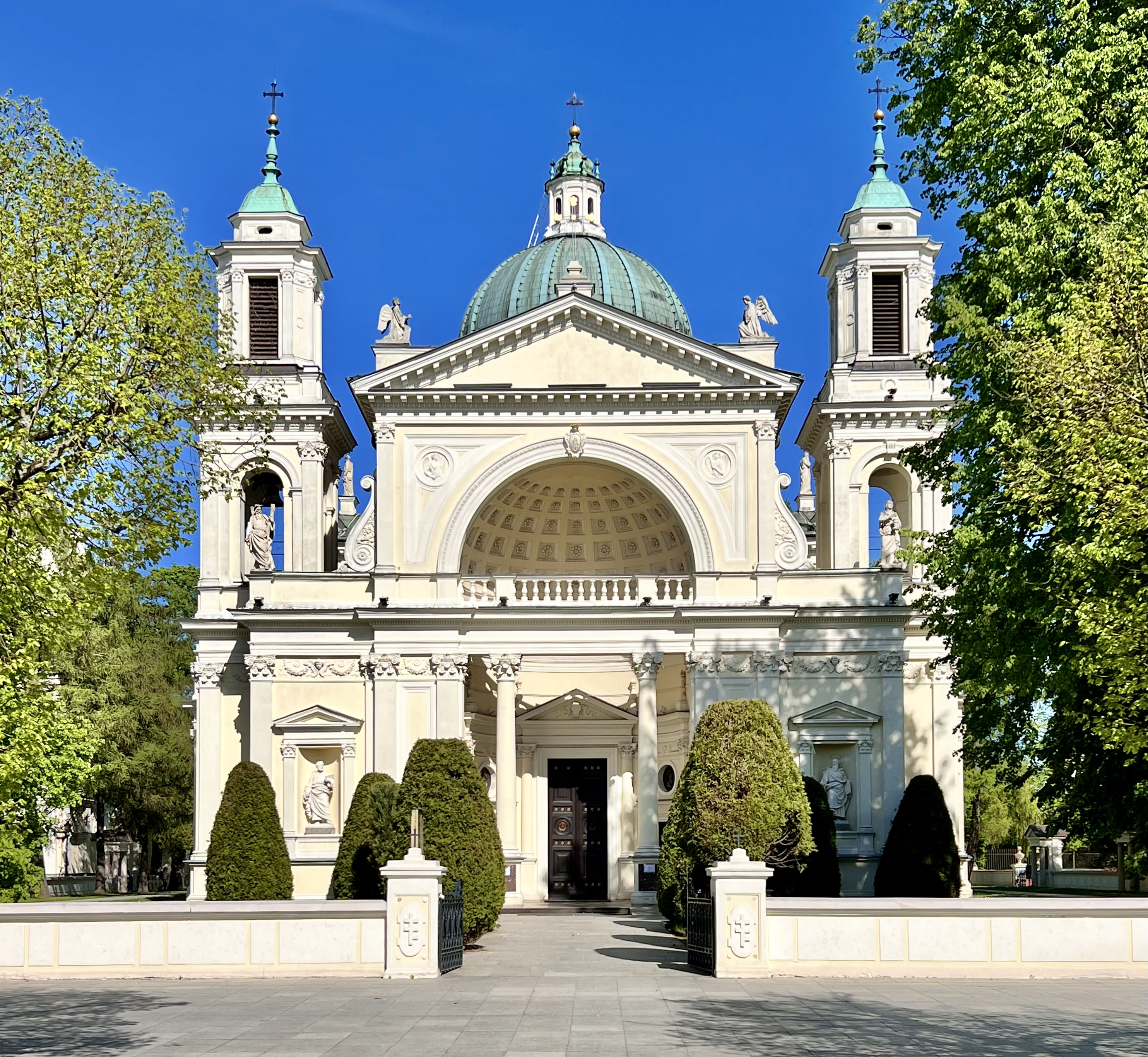
華沙維拉努夫區聖安娜大教堂
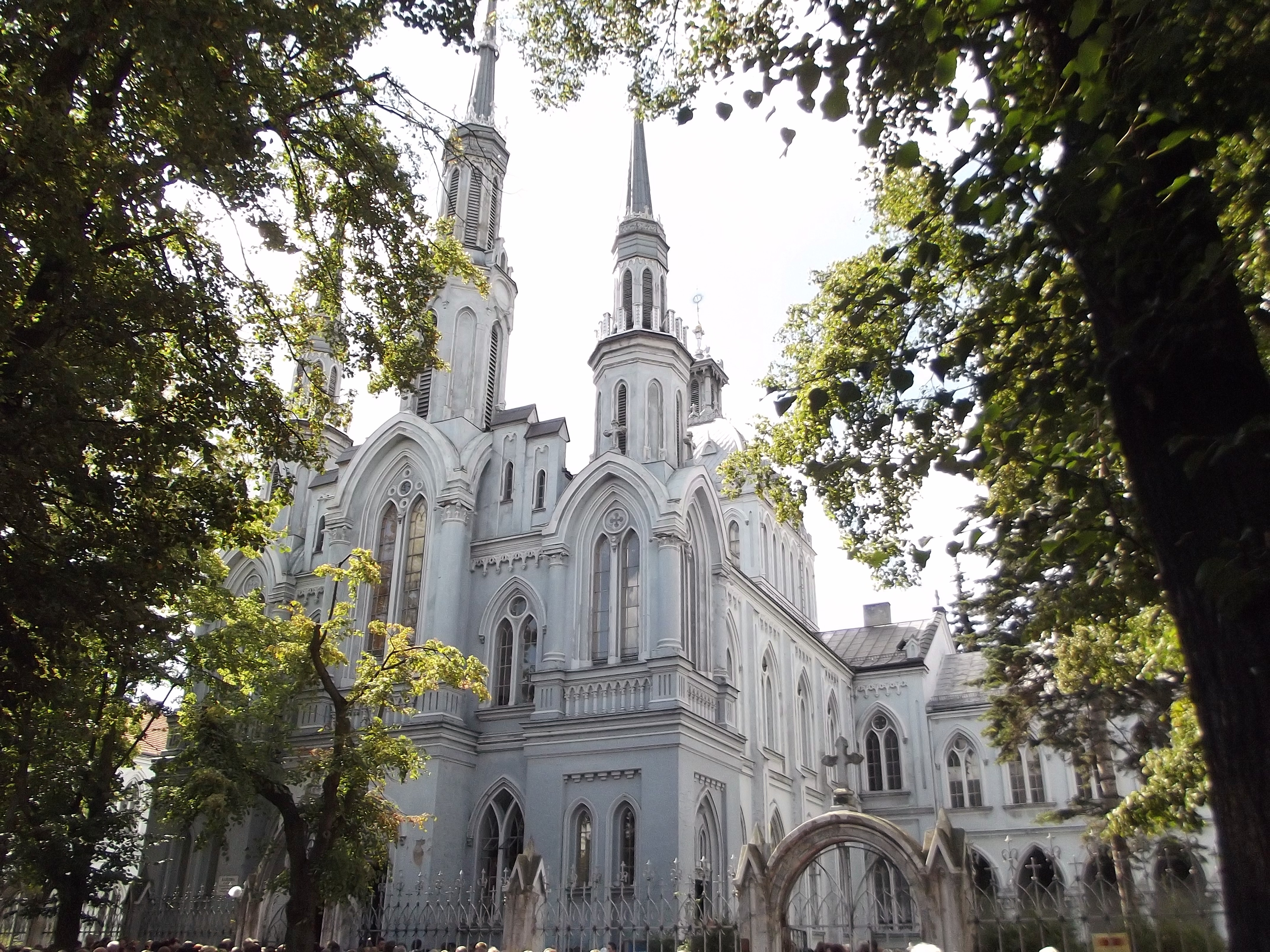
普沃茨克瑪麗亞維特天主教會（英语：Catholic Mariavite Church）教堂
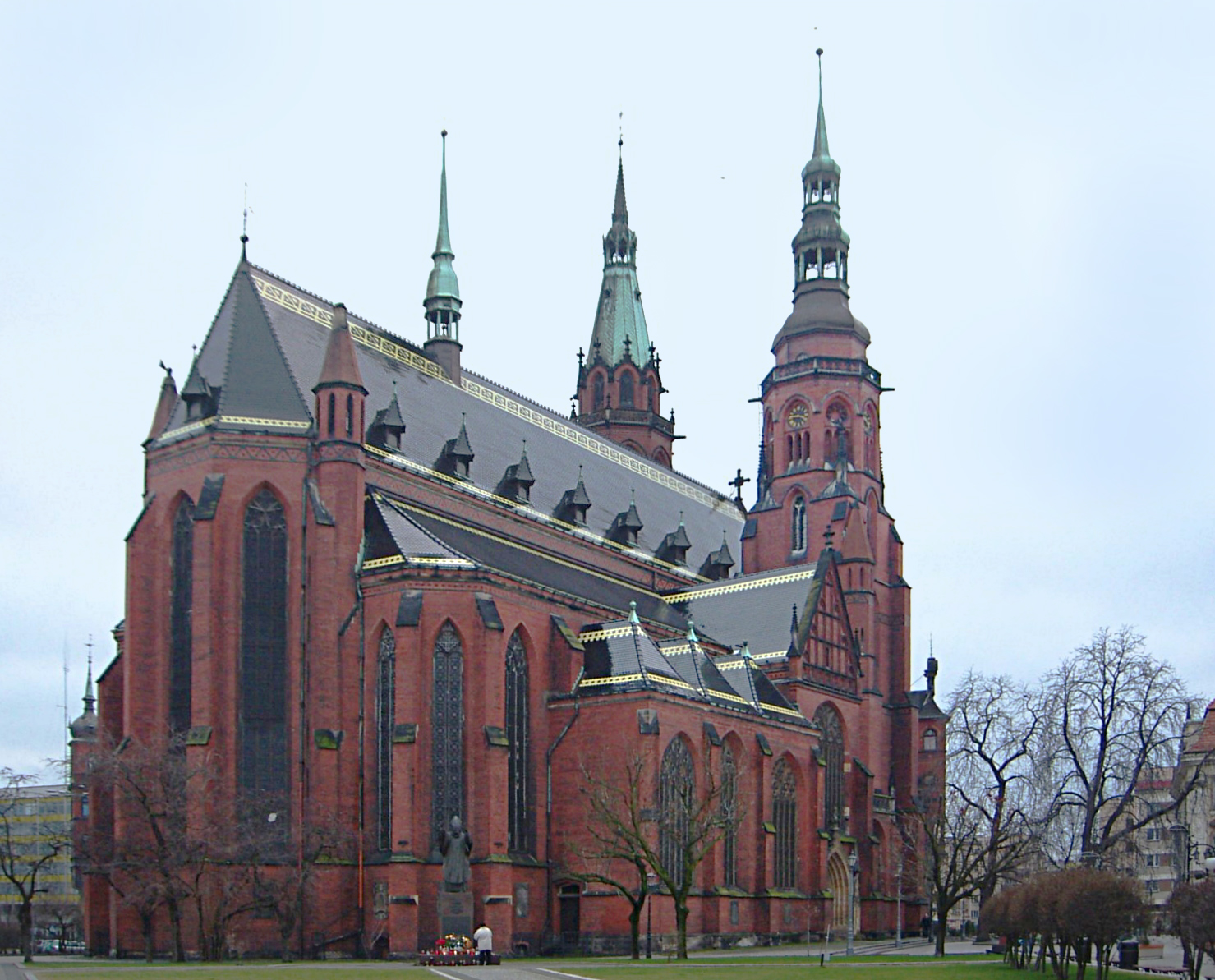
萊格尼察聖彼德和聖保祿大教堂
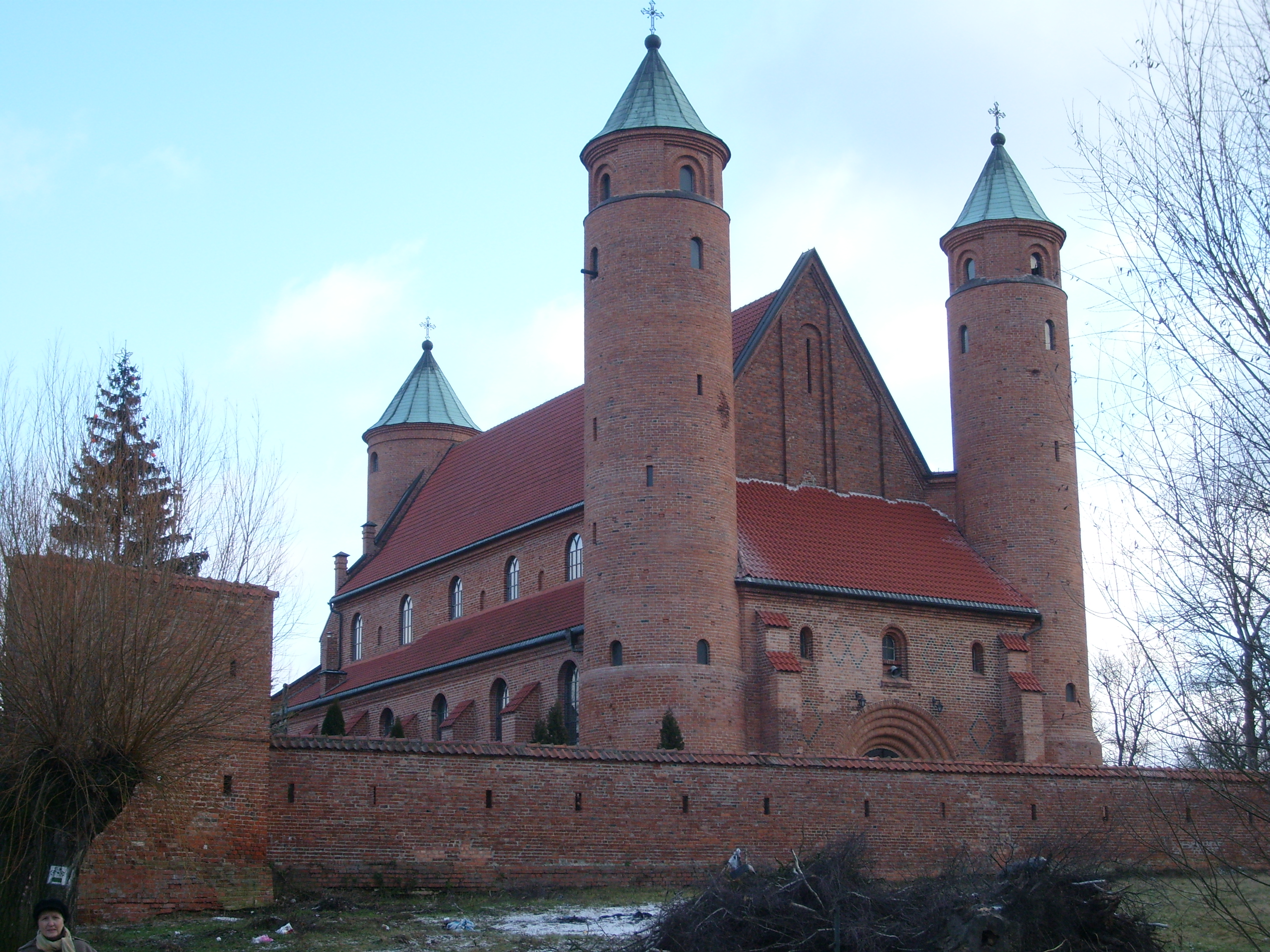
布羅霍（英语：Brochów, Masovian Voivodeship） 聖羅克和聖約翰大教堂
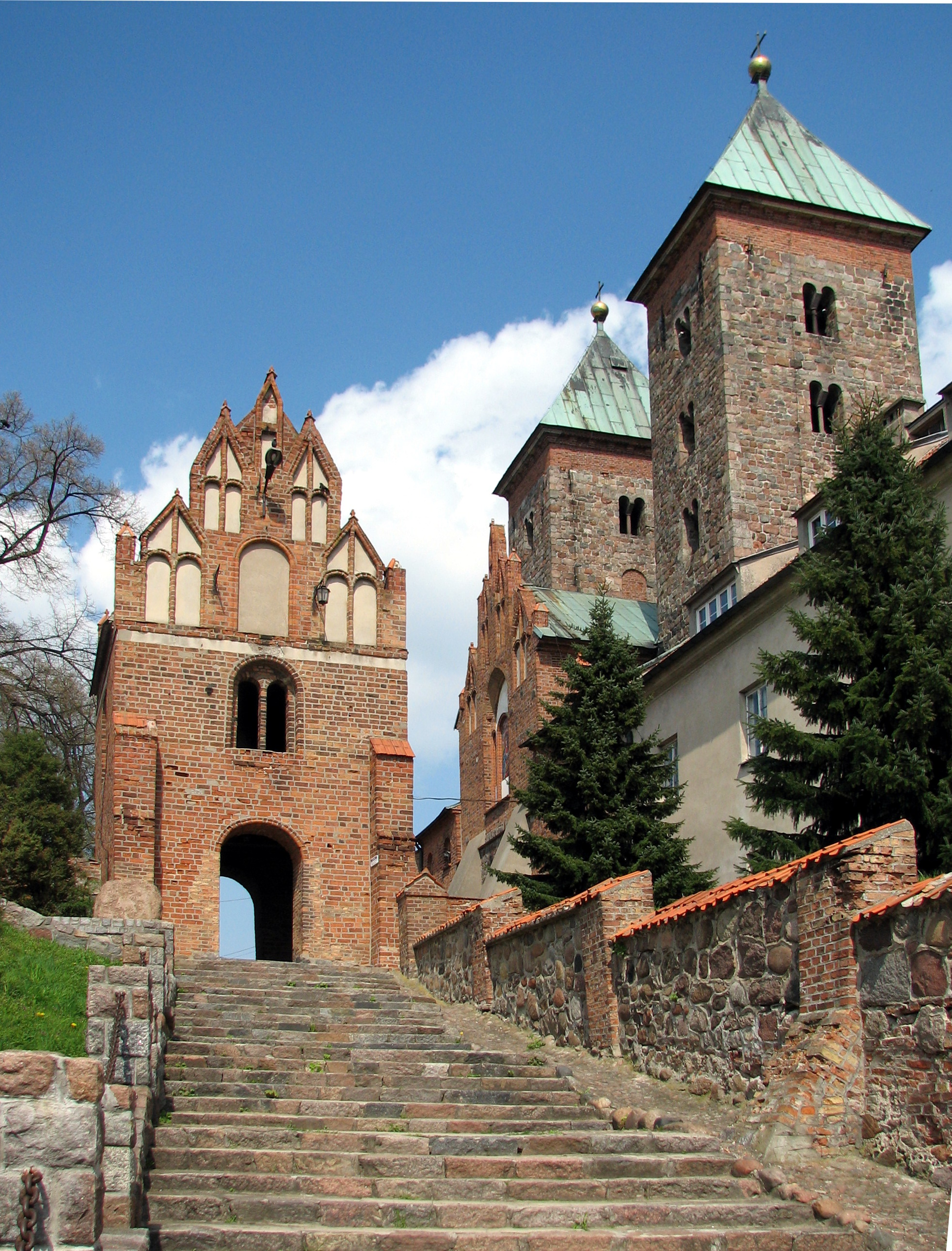
切爾溫斯克（英语：Czerwińsk nad Wisłą）的羅馬式教堂
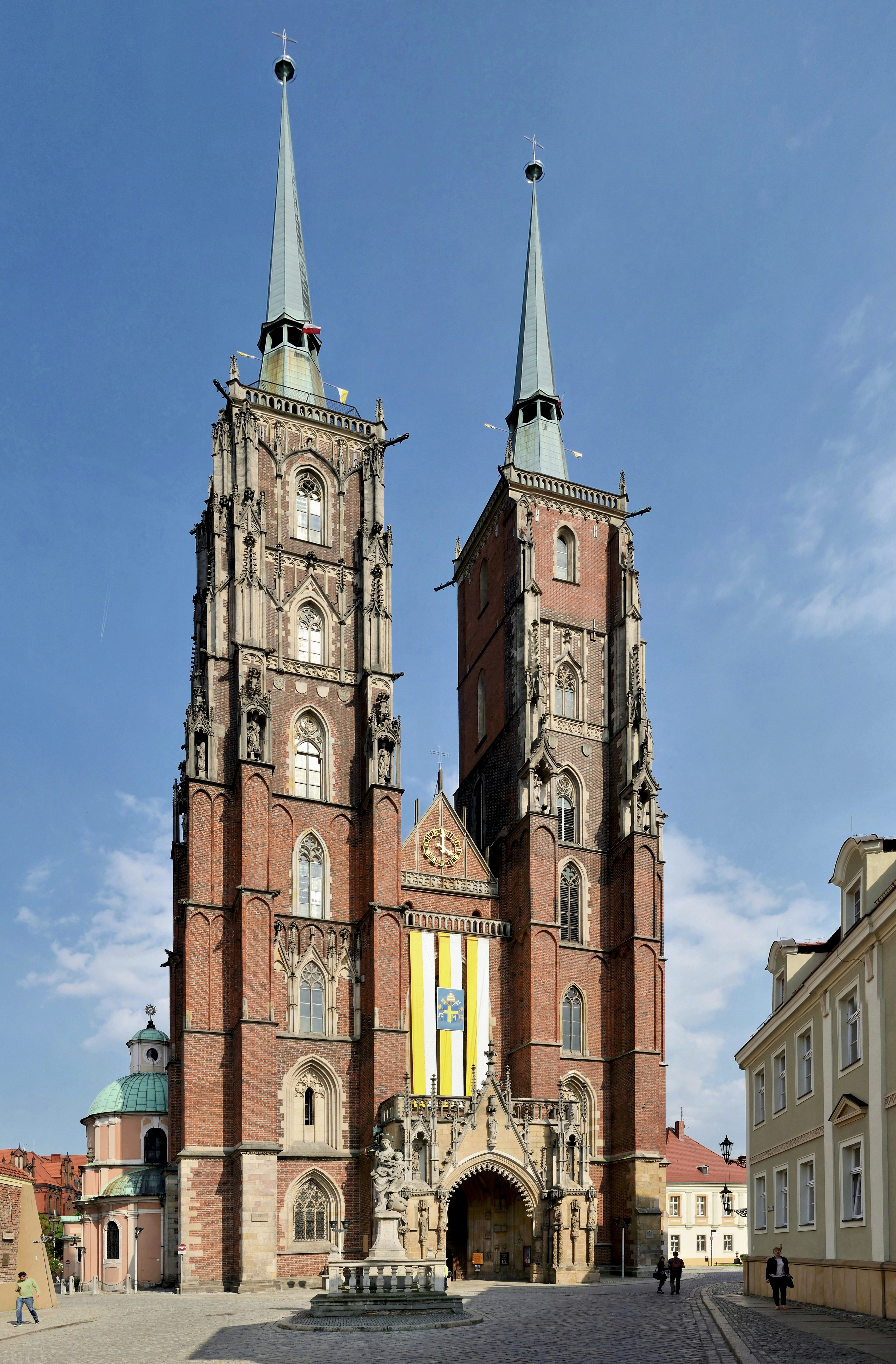
弗羅茨瓦夫弗羅茨瓦夫主教座堂
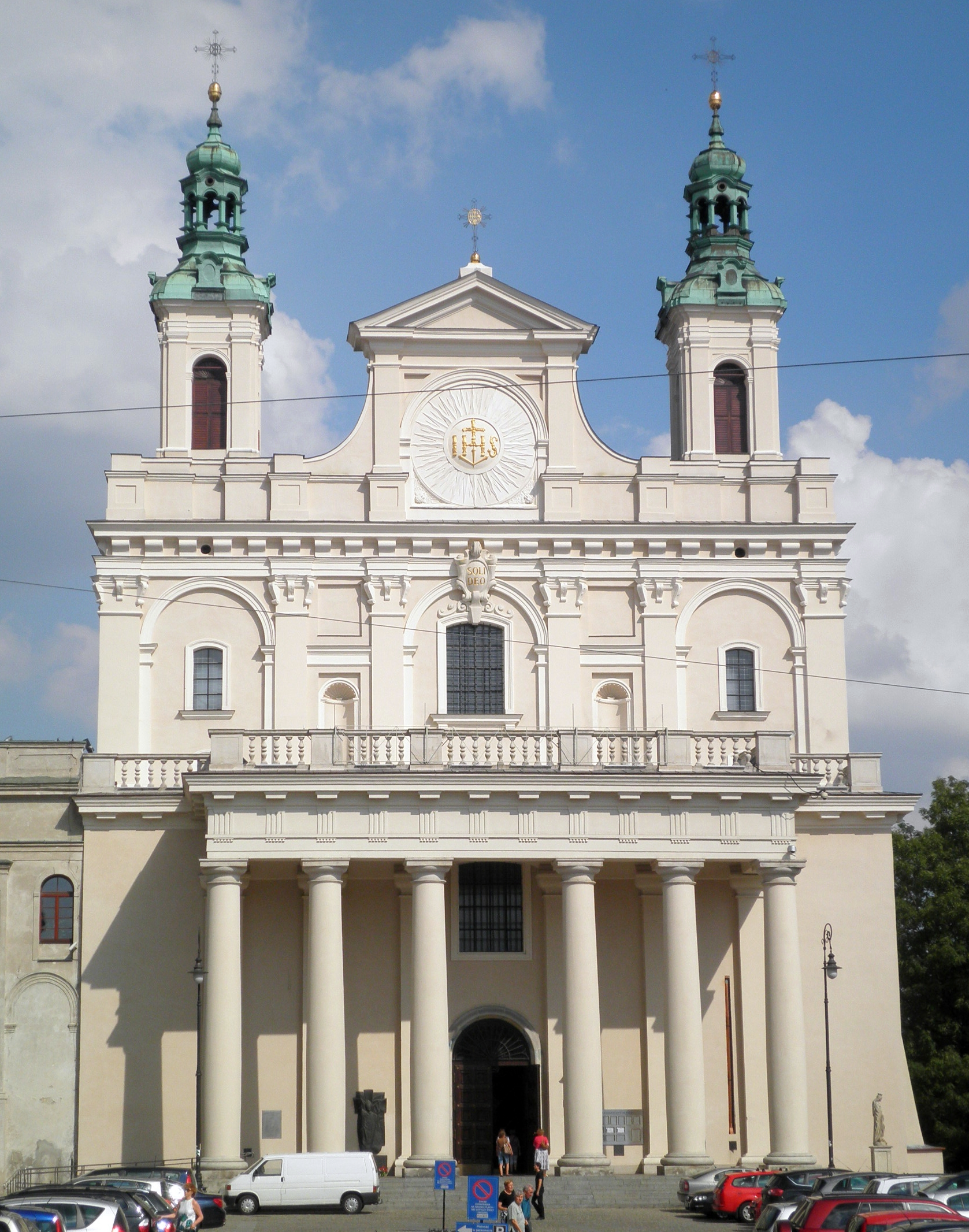
盧布林大教堂
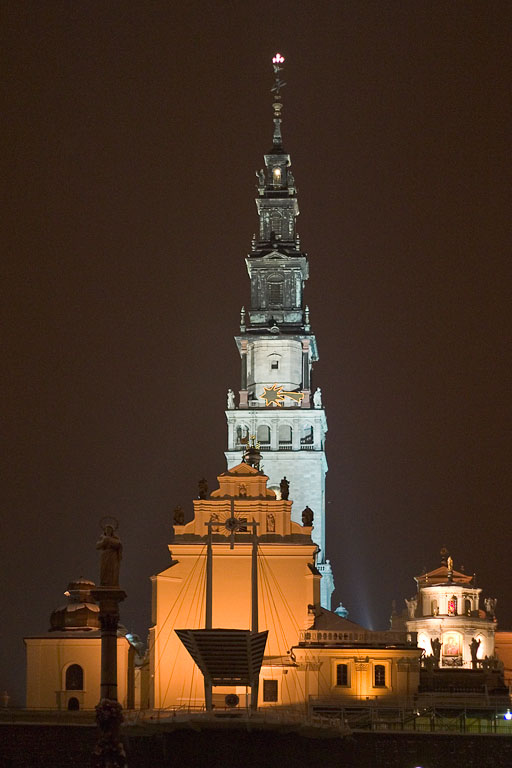
琴斯托霍瓦的光明山修道院
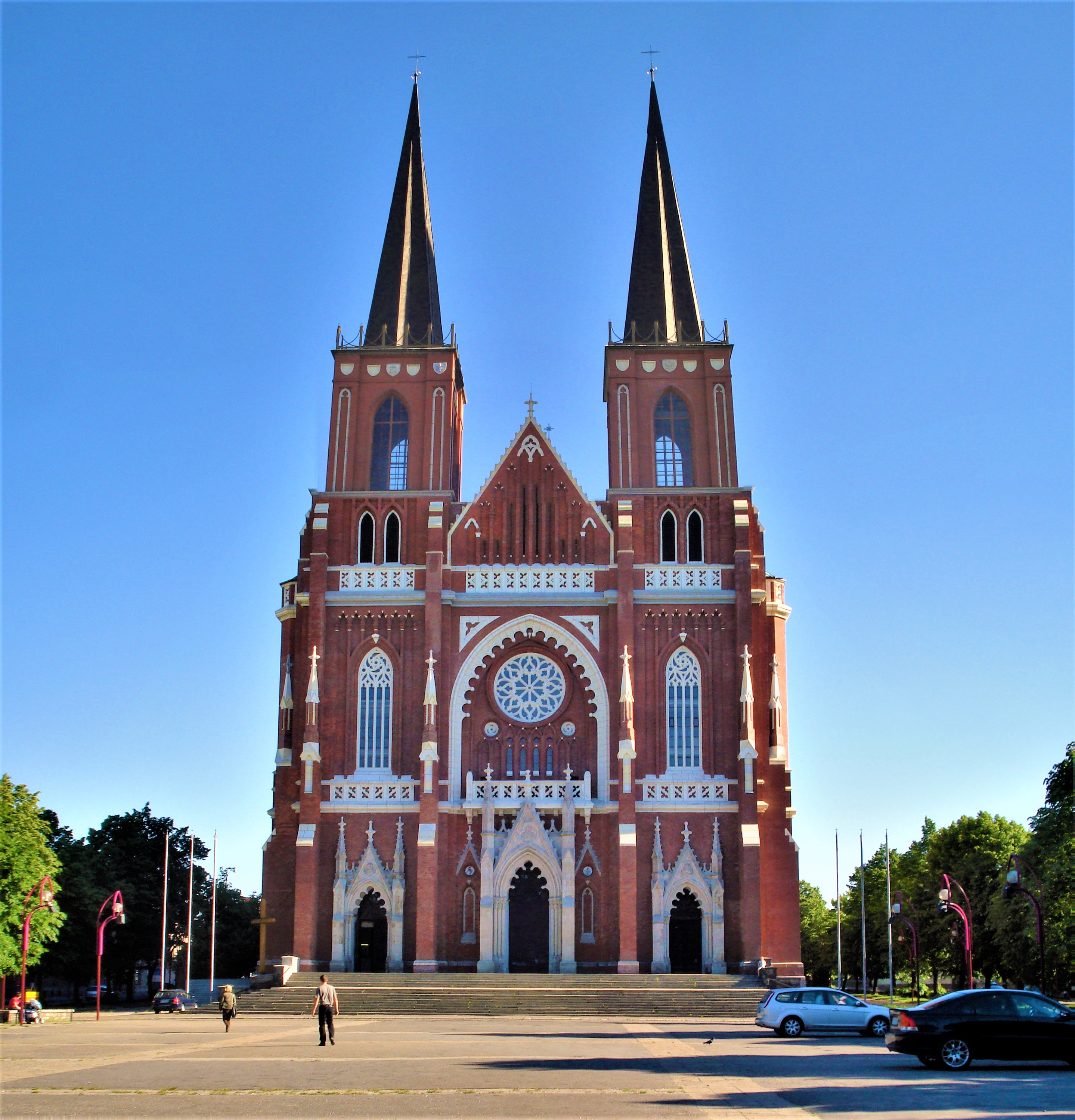
琴斯托霍瓦聖家大教堂
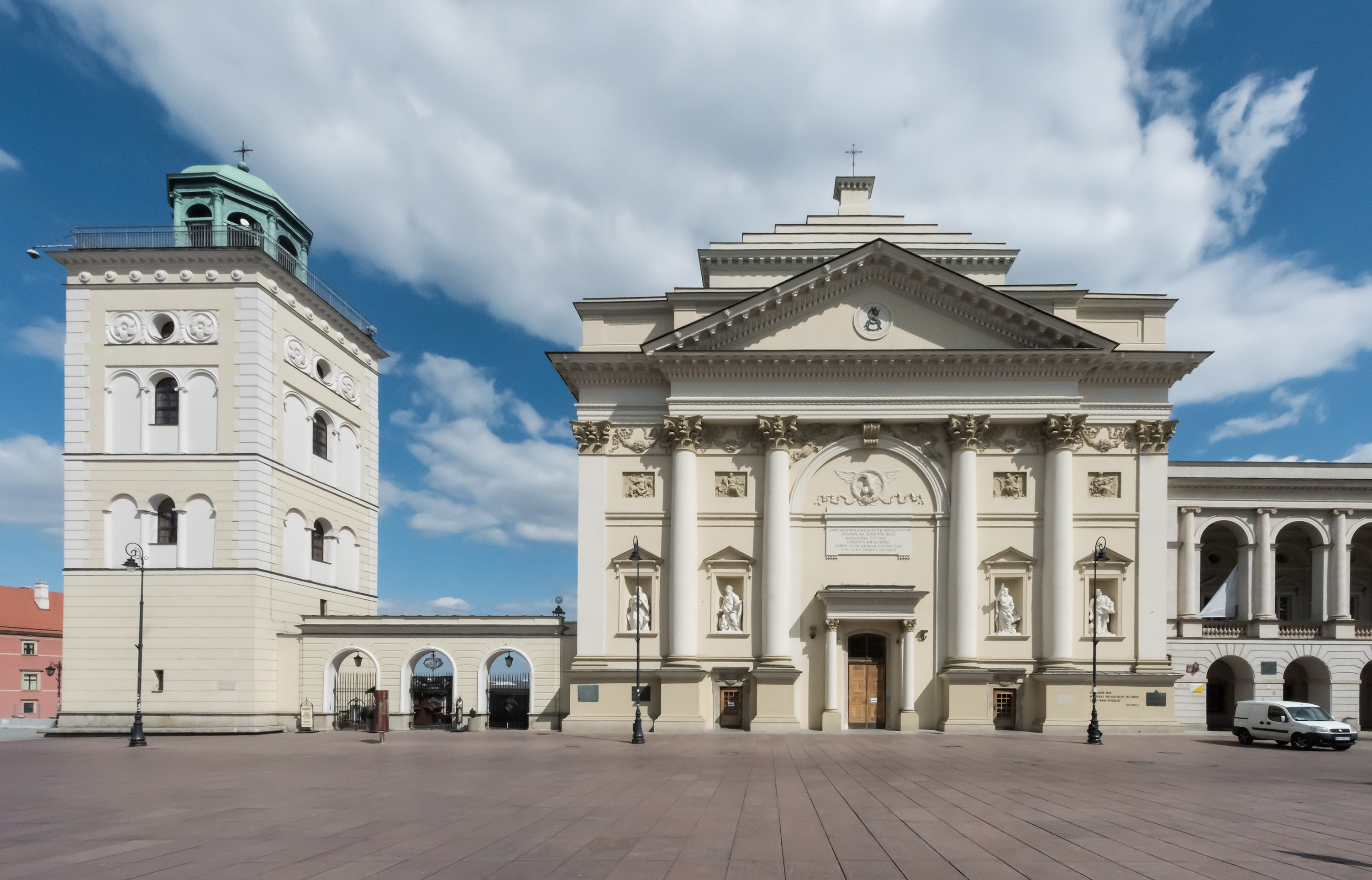
華沙聖安妮大教堂
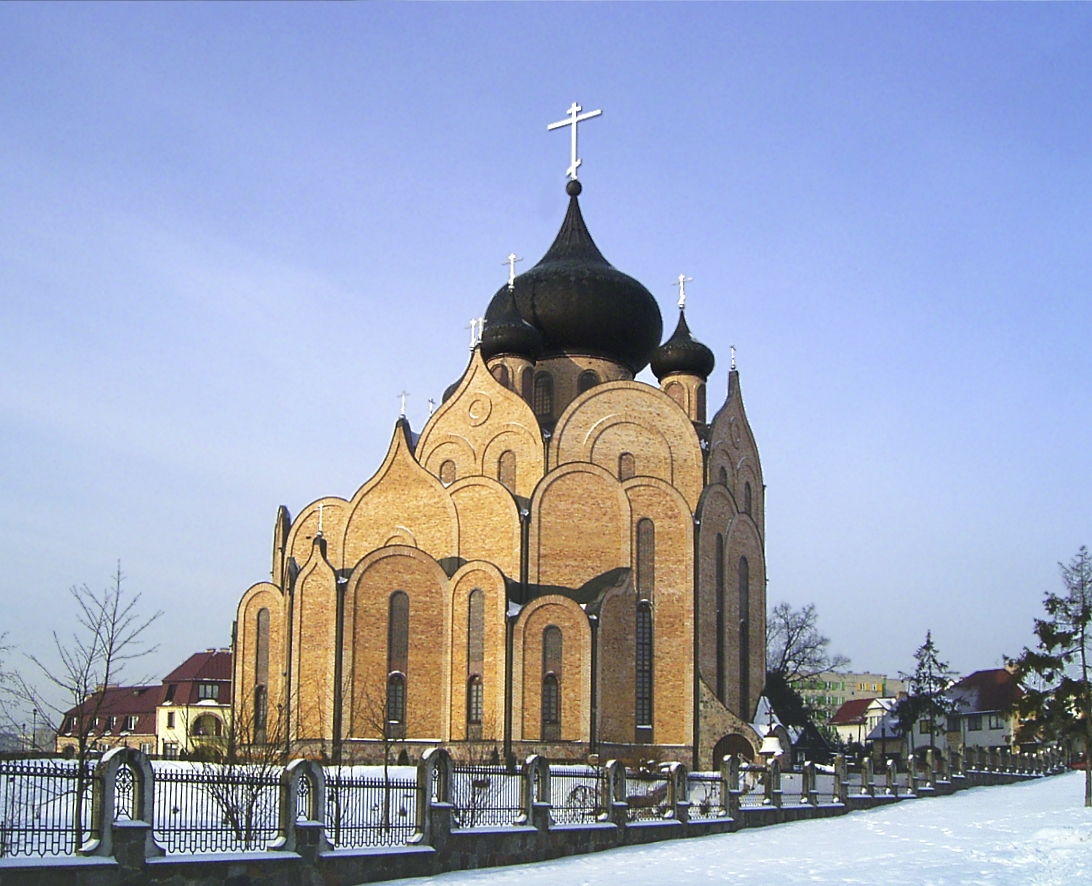
比亞維斯托克正教會聖神大教堂
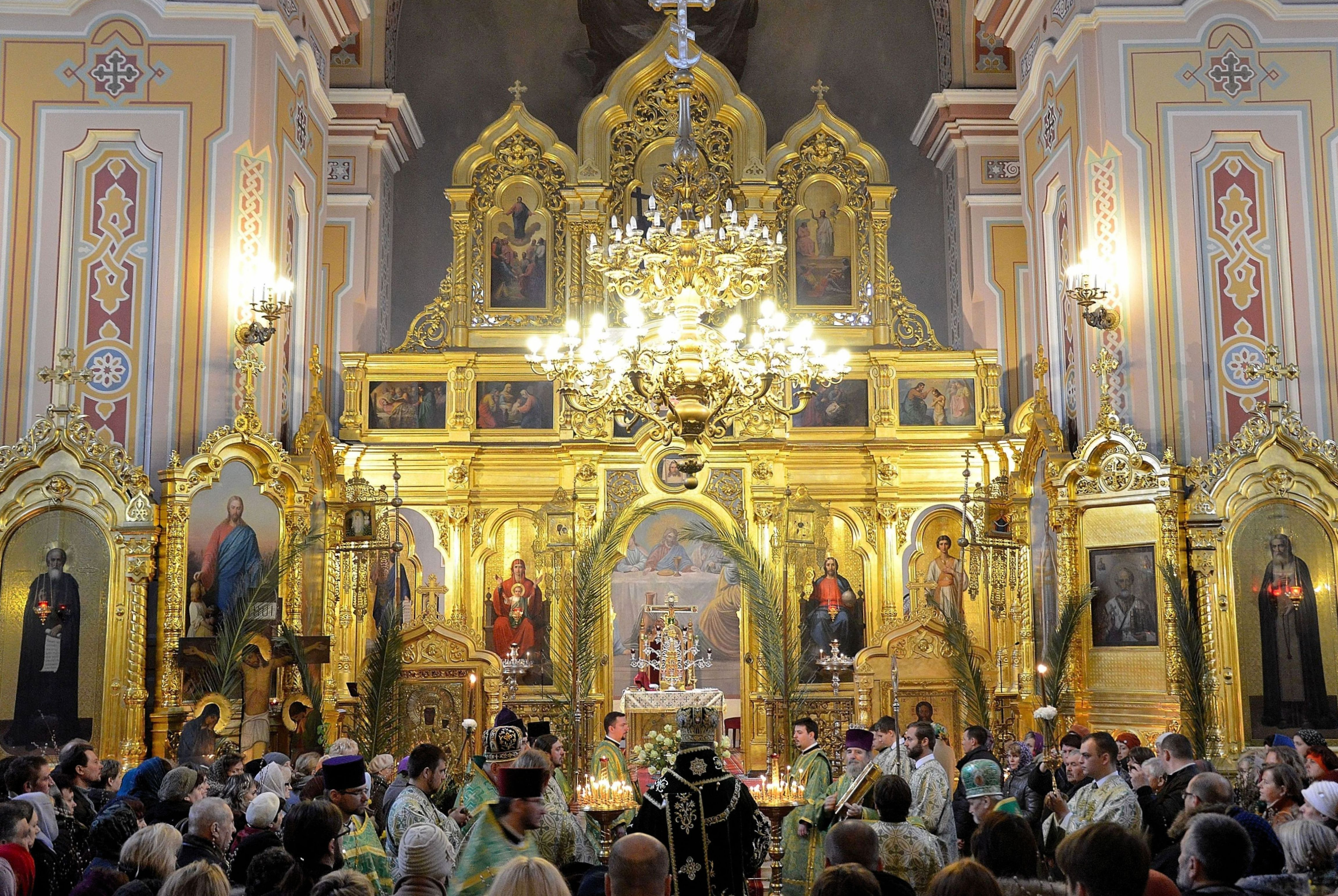
華沙抹大拉的馬利亞主教座堂
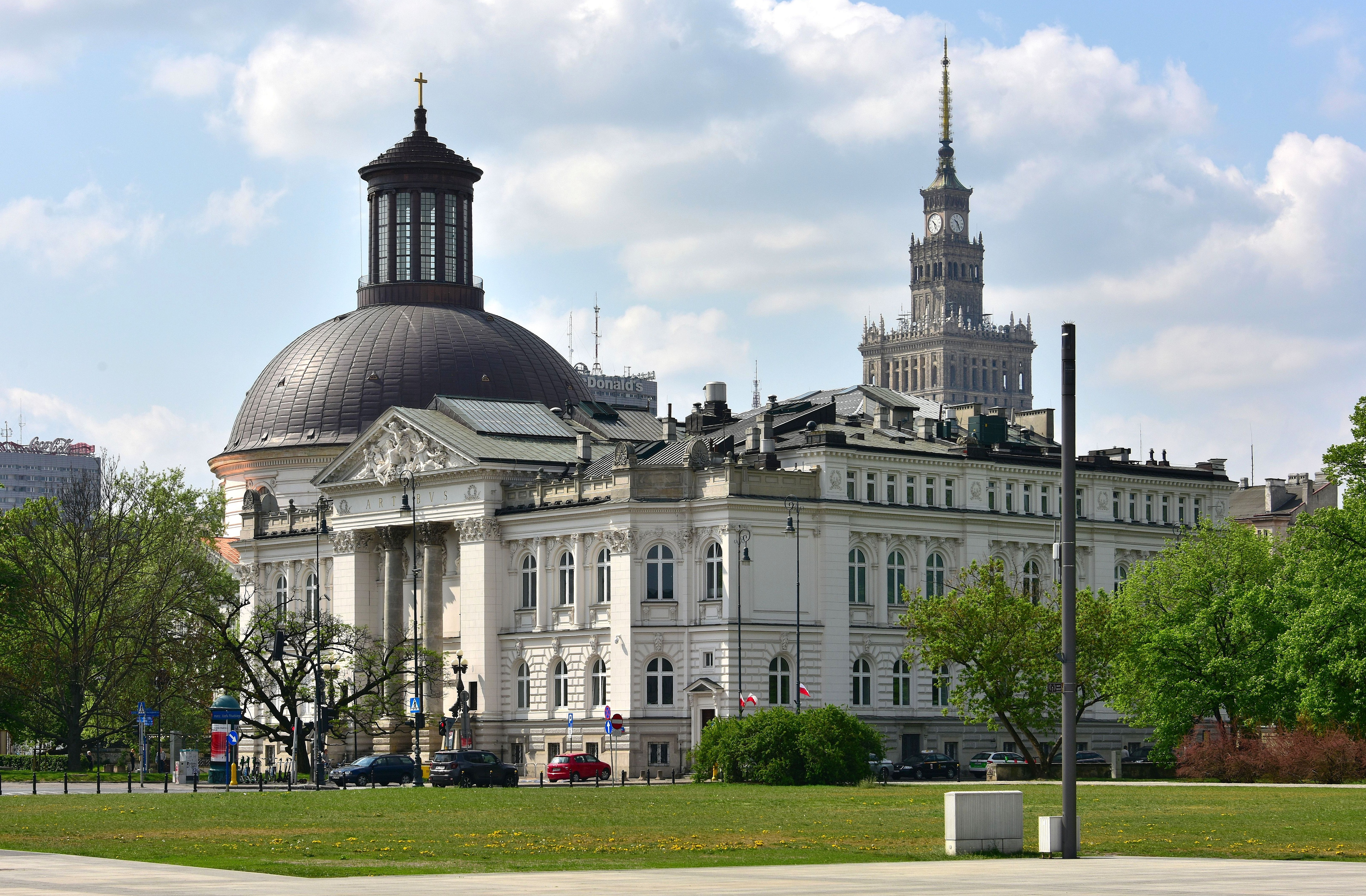
路德宗 華沙聖三一大教堂
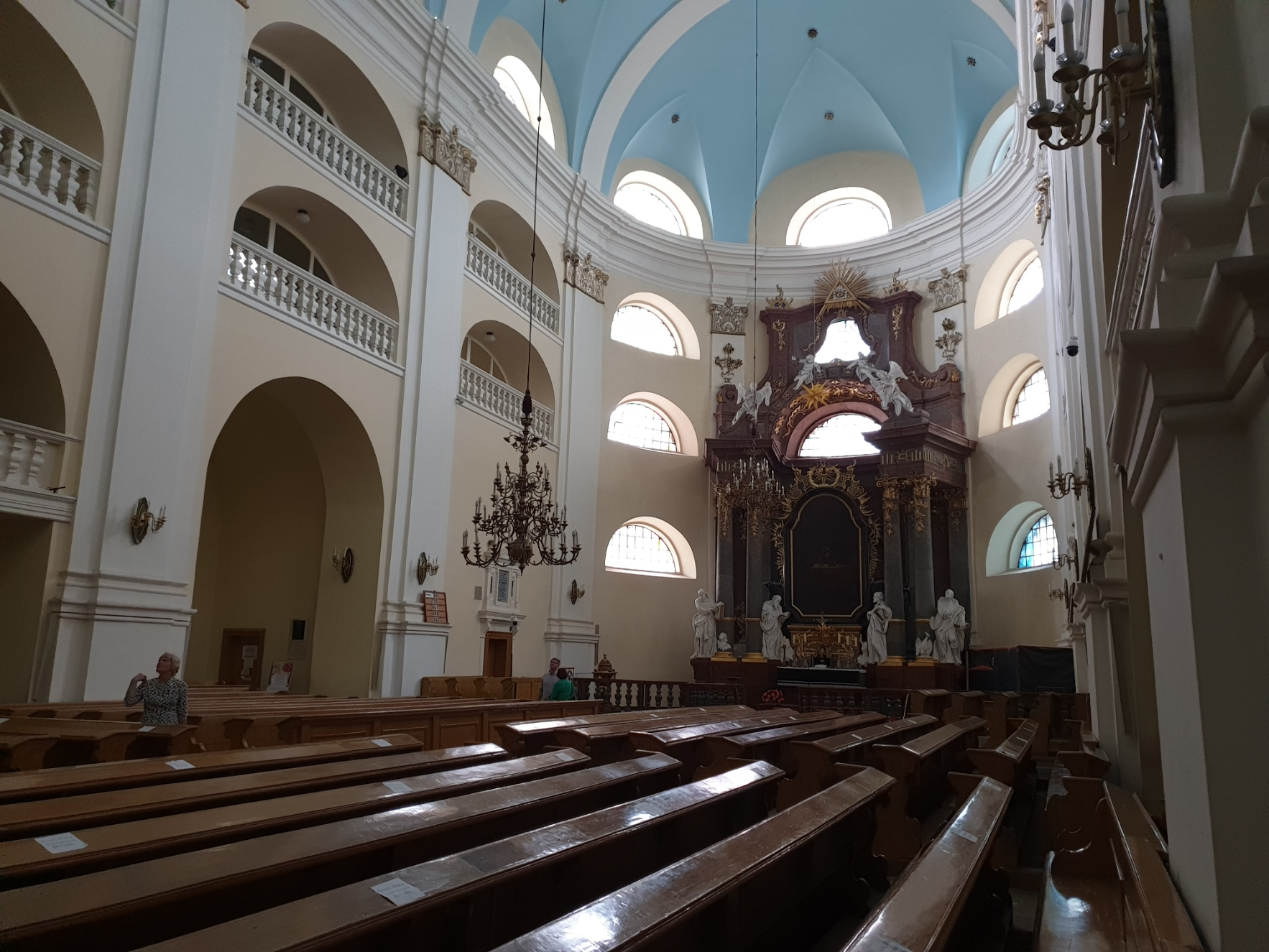
切申的路德宗 耶穌教堂（英语：Jesus Church, Cieszyn）
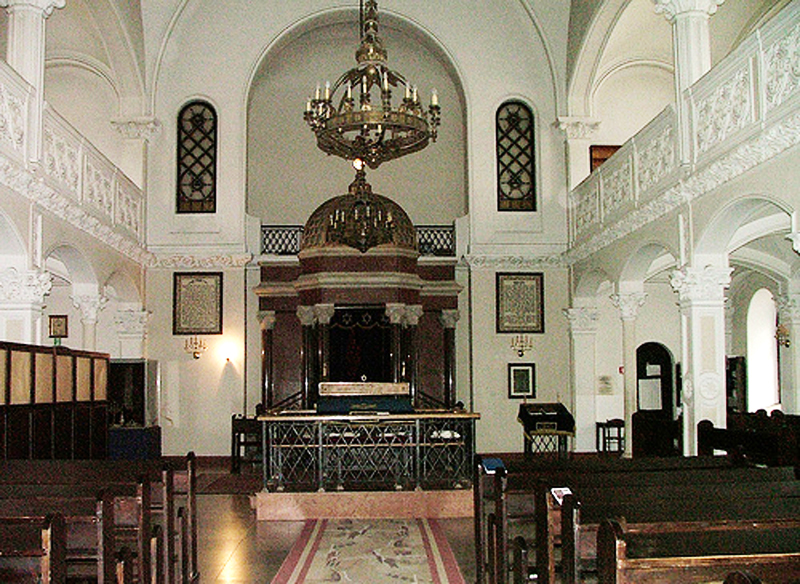
華沙諾茲克猶太會堂
弗次瓦夫白鸛猶太會堂
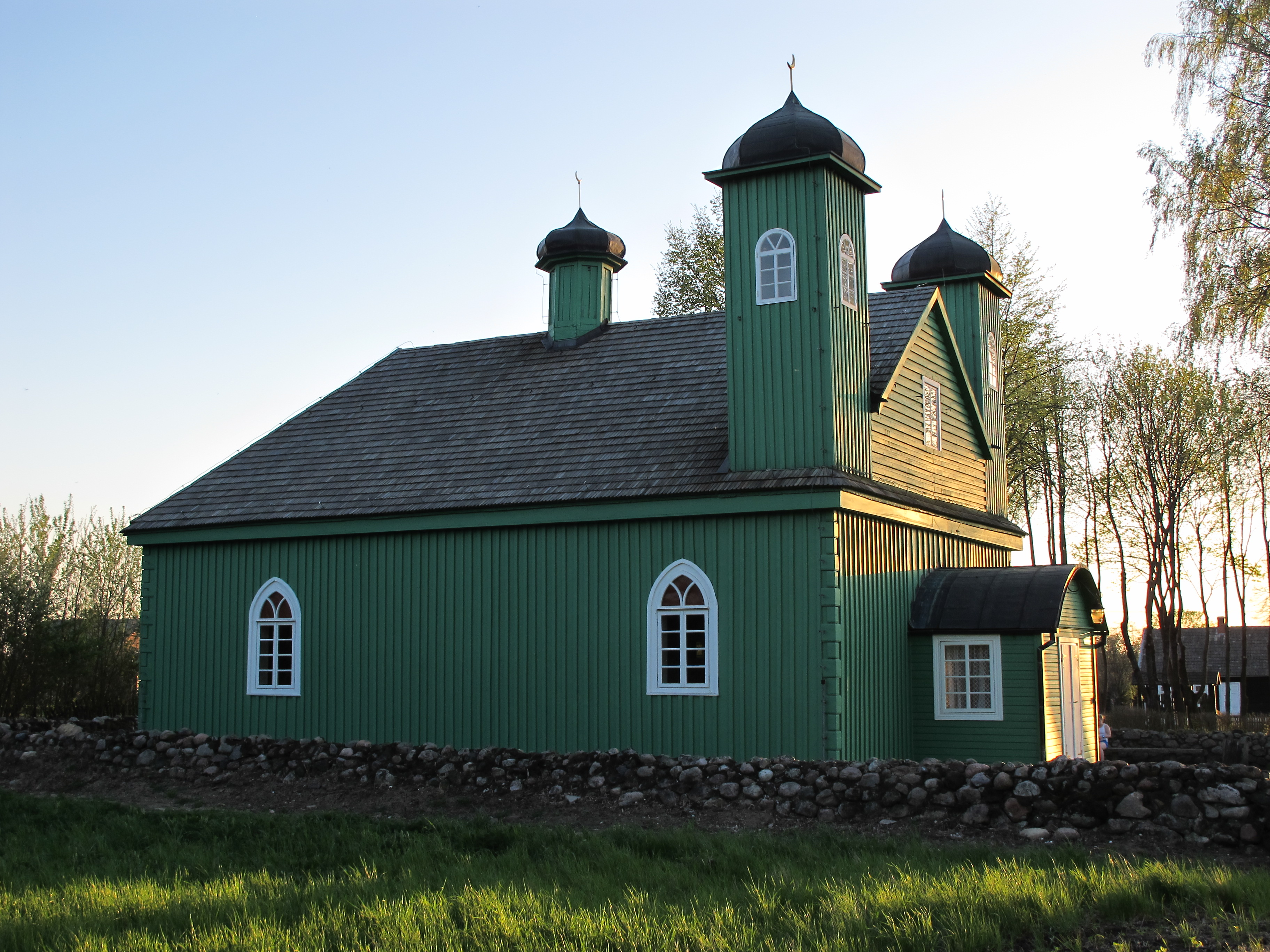
克魯日尼亞尼（英语：Kruszyniany）的一座清真寺
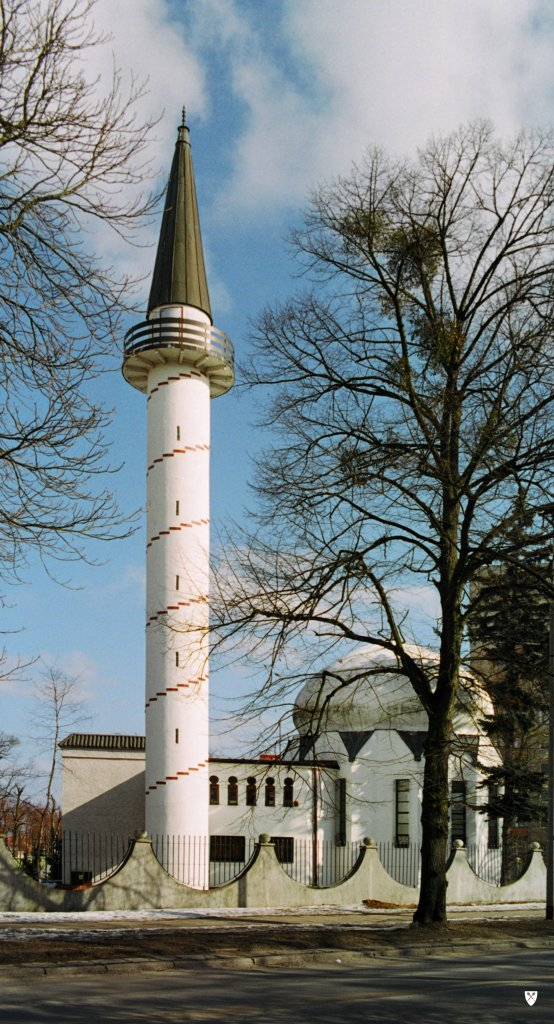
格但斯克的一座清真寺
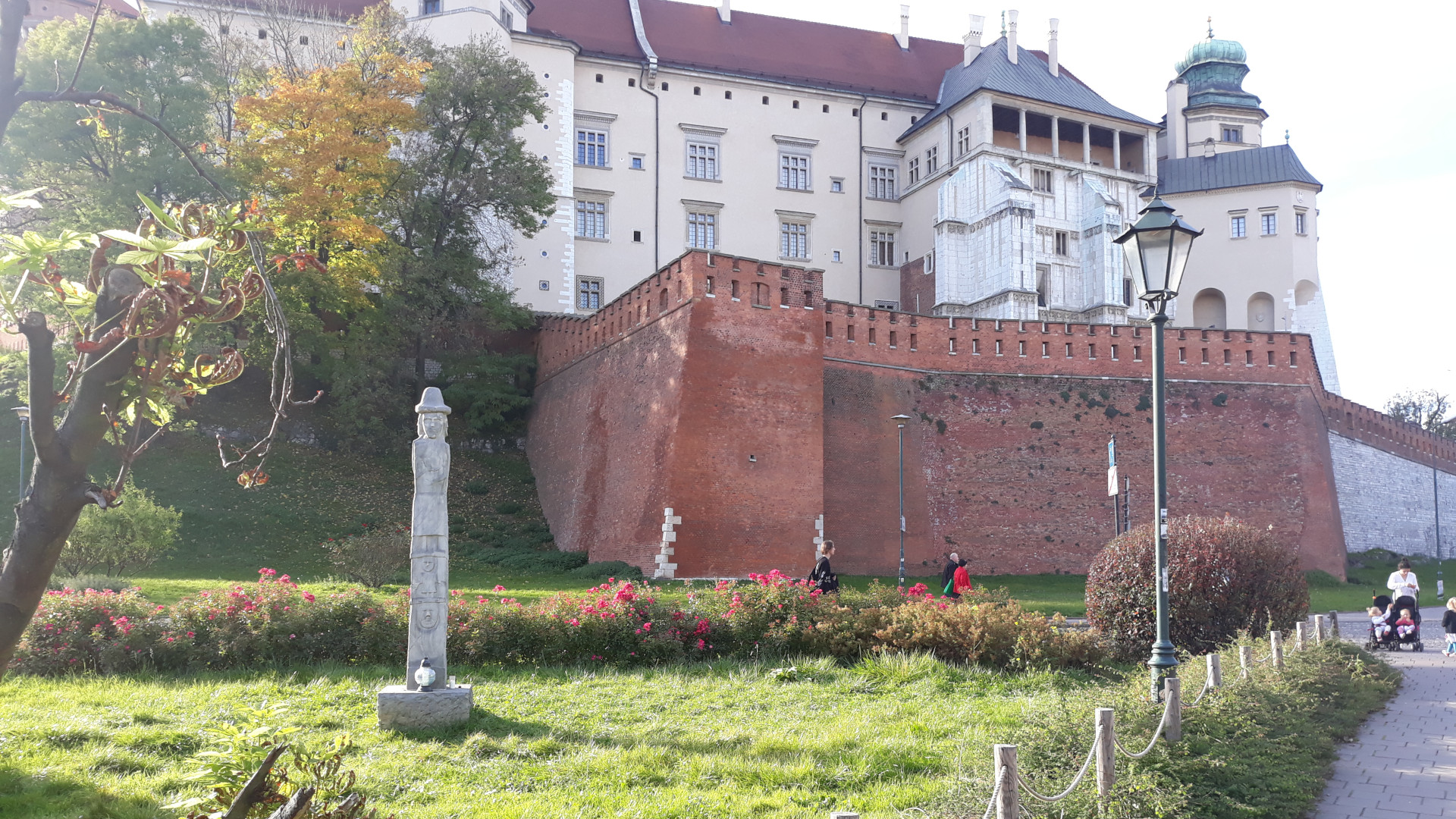
克拉科夫瓦維爾城堡旁的斯拉夫異教神像碑
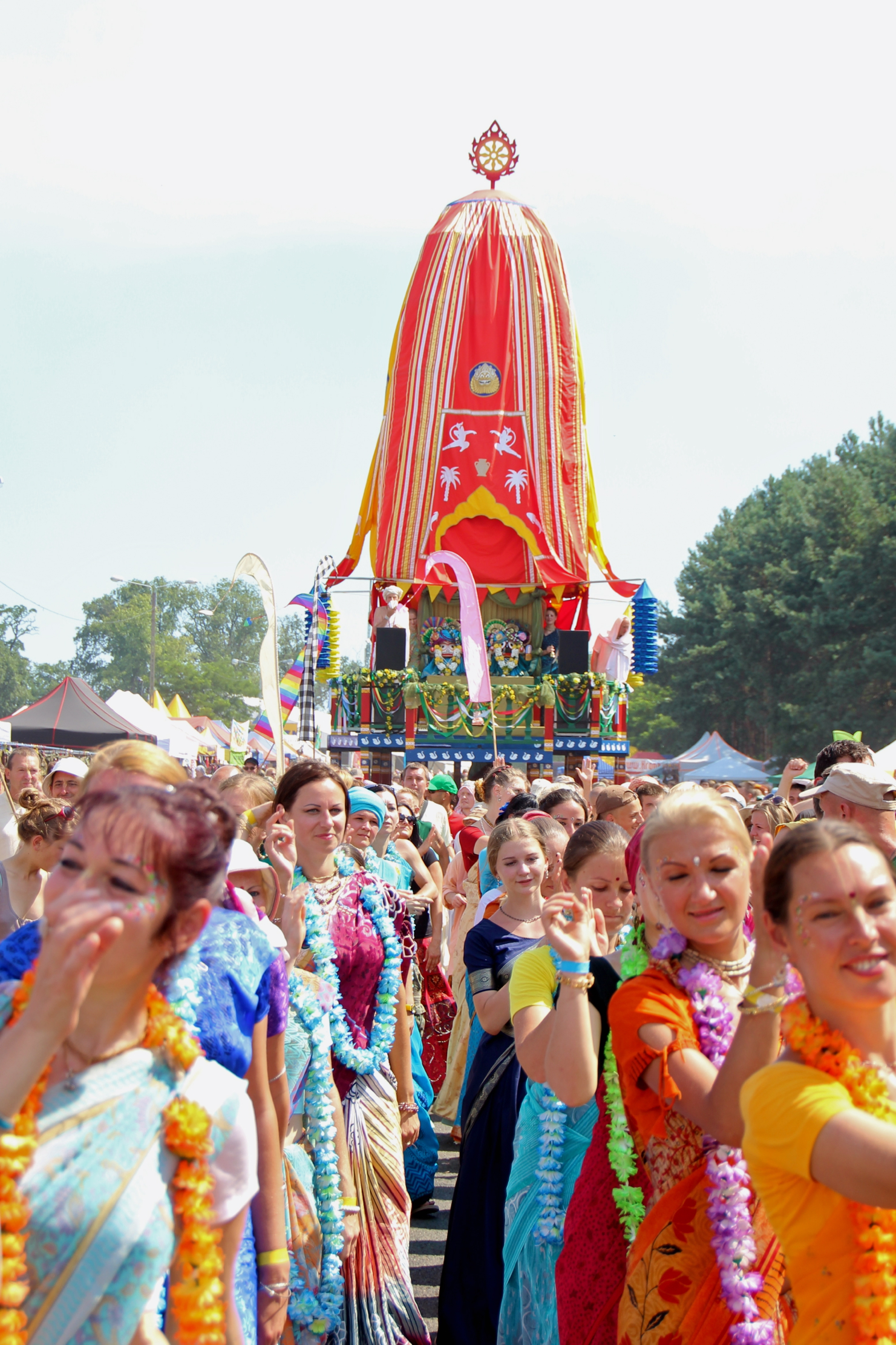
國際奎師那知覺協會 在 波蘭胡士托音樂藝術節的遊行
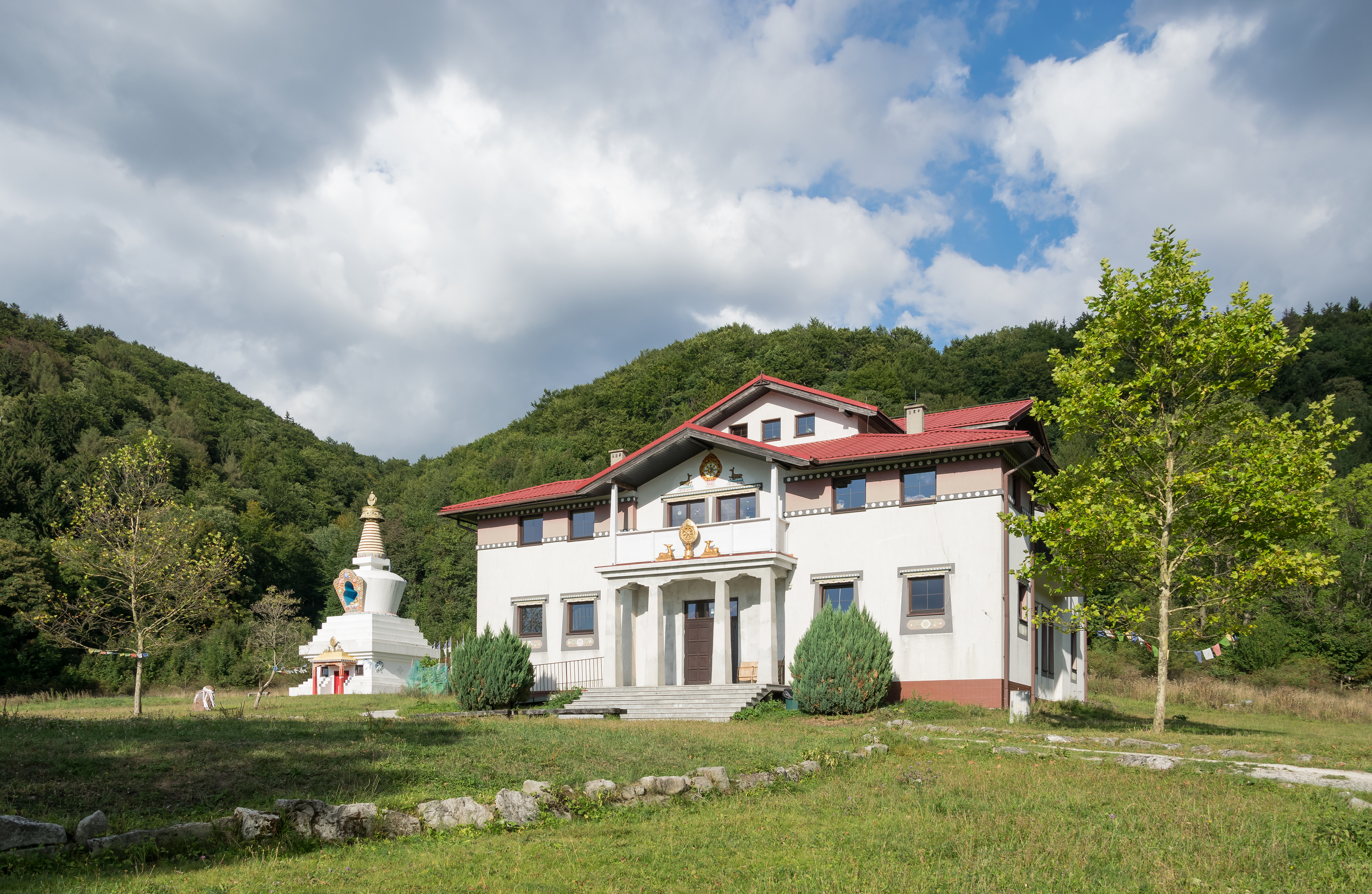
達科夫（英语：Darnków）的一座藏傳佛教道場

## 外部連結
- （波兰語）/（英文） Selected religious denominations in Poland （页面存档备份，存于）, official statistics from 2001 （2003年出版）